# The Great Lover (1920)
The Great Lover is een Amerikaanse dramafilm uit 1920 onder regie van Frank Lloyd. Destijds werd de film in Nederland uitgebracht onder de titel De groote Don Juan.

## Verhaal
Ethel Warren keert na haar studie in Europa terug naar New York om haar debuut te maken in het operagezelschap van de wereldberoemde bariton Jean Paurel. De zanger Carlo Sonino wordt er verliefd op Ethel en hij waarschuwt haar voor de verleidingskunsten van de bariton. Als Paurel zijn oog laat vallen op Ethel, haalt ze zich de jaloezie van de zangeres Sabotini op de hals. Na de eerste akte hoort Ethel dat Paurel zijn stem is kwijtgeraakt. Achter de coulissen kondigt ze inderhaast haar verloving aan met hem. Paurel kan niet optreden en Carlo valt in voor de tweede akte. Na de voorstelling blijkt dat Paurel nooit meer in staat zal zijn om te zingen. De gepensioneerde zangeres Bianca bekent dat Carlo zijn zoon is. Ze pleit er bij Paurel voor om zijn verloving met Ethel te verbreken omwille van hun zoon.

## Rolverdeling
| Acteur          | Personage    |
| --------------- | ------------ |
| John St. Polis  | Jean Paurel  |
| Richard Tucker  | Conciërge    |
| Claire Adams    | Ethel Warren |
| John Davidson   | Carlo Sonino |
| Alice Hollister | Bianca       |
| Lionel Belmore  | Impresario   |
| Rose Dione      | Sabotini     |
| Tom Ricketts    | Potter       |
| Frederick Vroom | Arts         |
| Gino Corrado    | Secretaris   |